# 94P/Russell
94P/Russell è una cometa periodica appartenente alla famiglia delle comete gioviane. La cometa è stata scoperta il 2 marzo 1984 dall'astronomo australiano Kenneth S. Russell ; la sua successiva rilevazione l'11 dicembre 1989  ha permesso di numerarla.